# Porsche Mission R
La Porsche Mission R est un concept car de voiture de course électrique du constructeur automobile allemand Porsche présenté en septembre 2021, préfigurant un modèle de compétition électrique non homologué pour la route.

## Présentation
La Porsche Mission R est présentée le 8 septembre 2021 au salon de l'automobile de Munich, en Allemagne.

## Caractéristiques techniques

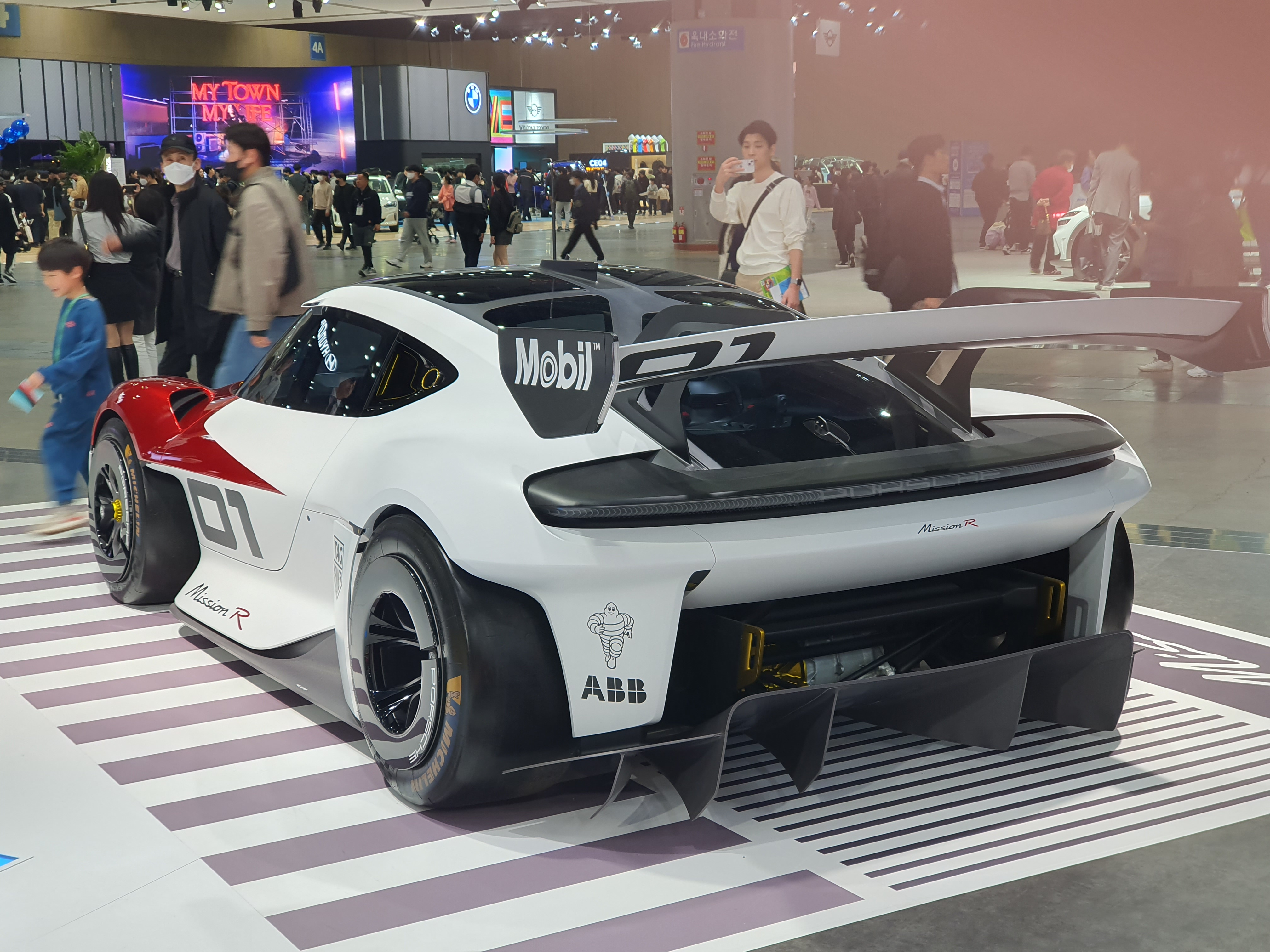
Vue de l'arceau-toit

La Mission R repose sur la plateforme technique de la Porsche Taycan et elle reprend les moteurs de la version Turbo S qui ont été optimisés, avec une architecture sous 900 Volts au lieu de 800.
L’arceau de sécurité et le toit du concept ont fusionné dans un ensemble en fibre de carbone comprenant six parties vitrées.

### Motorisation
Les moteurs électriques synchrones à aimants permanents sont placés sur les essieux offrant une transmission intégrale. À l'avant, le moteur offre une puissance de 320 kW (429 ch) et à l'arrière 480 kW (644 ch) pour une puissance cumulée maximale de 800 kW (1 088 ch) en phase de qualifications, et une puissance constante de 500 kW (670 ch) en mode course.

### Batterie
L'ensemble motopropulseur est alimenté par une batterie lithium-ion d'une capacité de 80 kWh.

## La Porsche Mission R dans les médias

### Jeux vidéos
- Asphalt Legends Unite
- Forza Horizon 5
- Real Racing 3

Le fabricant chinois de volants de simulation MozaRacing propose un volant en partenariat avec Porsche reproduisant celui de la Mission R. Celui ci est construit selon les plans utilisés par le constructeur automobile.